# Воображариум (фильм)
«Воображариум» (англ. Imaginaerum) — финско-канадский музыкальный фантастический фильм сценариста и режиссёра Стобе Харью по истории и песням Туомаса Холопайнена, лидера группы Nightwish. Фильм включает песни с одноимённого альбома Imaginaerum, а музыканты Nightwish снялись в эпизодах. Премьера фильма состоялась 10 ноября 2012 года в Хартвалл Арене (Хельсинки) и была совмещена с концертом Nightwish. В прокат картина вышла 23 ноября 2012 года.

## Сюжет
Фильм рассказывает историю пожилого композитора, Тома, страдающего от тяжёлой формы слабоумия. Том фактически вернулся в детство и ничего не помнит о своей взрослой жизни. Его музыка, друзья, всё его прошлое, включая память о дочери — всё исчезло.
В своих снах он путешествует в своё далёкое прошлое, где к нему возвращаются его старые мечты, переплетаясь с юношеским миром фантазий и музыки. Во сне старик стремится найти самые важные для него воспоминания.

## В ролях
В фильме снимались финские актёры, а также участники группы Nightwish:
- Фрэнсис Маккарти
- Куинн Лорд
- Марианн Фарли
- Джоанна Нойес
- Илкка Вилли
- Кейанна Филдинг
- Рон Лиа
- Виктория Джанг
- Элен Робитэй
- Стефан Демерс
- Анетт Ользон
- Марко Хиетала
- Туомас Холопайнен
- Эмппу Вуоринен
- Юкка Невалайнен
- Трой Донокли

## История создания
В начале осени 2008 года, Туомас Холопайнен, лидер Nightwish, впервые озвучил идею фильма товарищам по группе и сценаристу Стобе Харью, с которым группа работала над клипом «The Islander». Харью сразу понравилась концепция: оригинальная идея Холопайнена заключалась в том, чтобы снять видеоклип для каждого из тринадцати песен альбома Imaginaerum, но Харью предложил также добавить текст. Они начали трудиться над созданием фильма, Харью написал 70-страничный проект сценария на основе оригинальных идей Холопайнена. Было решено, что вместо набора отдельных клипов, они должны создать полноценный фильм с большой историей. Фильм был разработан параллельно с альбомом.
Я хотел показать фильм о радости быть живым и красоте мираТуомас Холопайнен
В качестве источника вдохновения при работе над визуальным рядом фильма он назвал работы Тима Бёртона, Нила Геймана и Сальвадора Дали. Образ снеговика из фильма навеян мультфильмом «Снеговик» 1982 года:
Один из ваших персонажей, Снеговик, очень напоминает героя из одноимённого британского мультфильма 1982 года, где впервые прозвучала песня Ховарда Блейка «Walking in the Air», на которую вы ещё записали кавер.

Туомас: Да, оттуда я и взял этот образ. Этот мультик очень дорог мне с детства, поэтому я захотел включить Снеговика в нашу историю. Изначально он был положительным персонажем, но затем мы поняли, что сюжету недостаёт злодея, ведь в каждом хорошем фильме должен быть злодей. Поэтому мы превратили Снеговика в плохого парня.Туомас Холопайнен в интервью «Миру фантастики»
Наряду с актёрами в фильме задействованы и участники Nightwish, которые помимо исполнения музыкальных композиций, принимают непосредственное участие, играя роли. Харью, «чтобы чувствовать присутствие Nightwish», подобрал для музыкантов группы персонажи с именами, напоминающими их собственные: Анетт Ользон играет Энн, Туомас Холопайнен — Тома, Марко Хиетала — Маркуса, Эмппу Вуоринен — Эмиля, а Юкка Невалайнен играет Джека.
Часть музыки в фильме несколько отличается от альбома, а музыка для оркестра написана Петри Аланко, композитором видеоигры Alan Wake, для которой Харью снимал видеоролики.
В конце мая 2011 года были внесены окончательные изменения в сценарий, и начались съёмки фильма. Было объявлено, что в картине есть анимированный персонаж, который «наверняка запомнится многим поклонникам Nightwish». Также на официальном сайте Nightwish сказано, что «Imaginaerum никоим образом не будет детским фильмом, он будет в чём-то тёмным и фантастическим».
Впервые о фильме было публично объявлено 10 февраля 2011 года на официальном сайте Nightwish. Кастинг был завершён в августе 2011 года. В одном из интервью басист Марко Хиетала сообщил, что все сцены с участием Nightwish были завершены 23 сентября 2011 года. К весне 2012 фильм был полностью завершён, и по официальным данным весной фильм будет «доводиться до ума».
24 апреля на YouTube появился официальный трейлер к фильму.
В марте 2013 года стало известно, что картина выйдет в российский прокат 6 июня.